# Aktion Erntefest

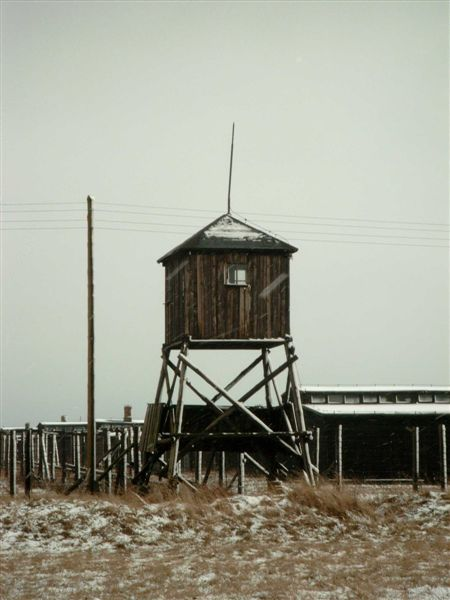
Wachttoren van concentratiekamp Majdanek

Aktion Erntefest ((nl) : Operatie oogstfeest) was de codenaam van een massamoordopdracht van de nazi’s waarbij op 3 en 4 november 1943 meer dan 43.000 joodse mannen, vrouwen en kinderen door SS'ers en politiefunctionarissen werden vermoord.

## Geschiedenis
Het plan werd uitgevoerd aan het einde van Aktion Reinhard. De slachtoffers verbleven in werkkampen in het door de nazi's bezette Polen, onder meer in de provincie Lublin onder andere in Bliżyn, Trawniki, Dorohucza, Lublin, Poniatowa en Majdanek.
De slachtoffers kwamen door kogelschoten om het leven. De opdracht tot deze slachting was door Himmler gegeven, ter vergelding van de opstand in Sobibór en Treblinka. Onder de slachtoffers bevonden zich honderden Nederlanders. Van hen is een exacte sterfdatum niet bekend, daarom is hun overlijden op de laatste dag van de maand, 30 november, genoteerd.